# Charles Whibley
Charles Whibley (1859–1930) est un écrivain et journaliste littéraire anglais, né à Sevenoaks, dans le Kent et mort en France.

## Biographie
Après des études à Cambridge, au Jesus College, achevée brillamment en 1883, il travaille trois ans chez l'éditeur John Cassel.
Devenu en 1894 le correspondant parisien du Pall Mall Gazette, un journal du soir conservateur, il fréquente les cercles symbolistes, en particulier les poètes Mallarmé et Valéry, le journaliste Marcel Schwob.
Il épouse en 1896 Ethel Whibley (en) (1861-1920), belle-sœur, modèle et, avant son mariage, secrétaire de James Abbott McNeill Whistler. Whistler illustre la première de couverture de la série d'articles titrée A Book of Scoundrels. Dans sa correspondance Whistler,appelle Ethel « Bunnie » et son beau-frère « Wobbles ».
Il se remarie en 1927 avec Philippa Raleigh, fille de Sir Walter Alexander Raleigh, poète, écrivain, titulaire de la chaire de langue et littérature anglaise à Oxford.
Il contribue à de nombreuses revues littéraires de Londres ou d'Édimbourg, en général tories, le Pall Mall Magazine, le Macmillan's Magazine, le Blackwood's Magazine. Ami du poète et éditeur William Ernest Henley, il contribue à sa revue, The Scots Observer d'Édimbourg (qui devint The National Observer, une fois publié à Londres, à la ligne éditoriale très conservatrice.
Il meurt à Hyères, à 71 ans, le 4 mars 1930 et est enterré à Great Brickill, dans le Buckinghamshire.

## Œuvres
- A Collection of Letters of W. M. Thackeray 1847–1855 (1887)
- Cathedrals of England and Wales and Their History (1888)
- In Cap and Gown: Three Centuries Of Cambridge Wit (1889)
- A Book of English Prose, Character and Incident 1387–1649 (1894) avec William Ernest Henley
- A Book of Scoundrels (1897)[1]
- Studies in Frankness (1898)
- The Pageantry of Life (1900)
- Musings Without Method: A Record of 1900–1901 (1902)
- William Makepeace Thackeray (1903)
- Literary Portraits (1904)
- American Sketches (1908)[3]
- The Letters of an Englishman (1911)
- Essays in Biography (1913)
- The Letters of an Englishman, Second Series (1915) (avec la réédition de la première série)
- Jonathan Swift (1917) The Leslie Stephen Lecture, université de Cambridge, 26 mai 1917
- Political Portraits (1917)
- Literary Studies (1919)
- Political Portraits, Second Series (1923)
- Collected Essays of William Paton Ker (en) (1925)
- Lord John Manners and His Friends Volumes I & II (1925)
- Apuleius: The Golden Ass (1927)
- The Satyricon of Petronius Arbiter (1927) avec W. C. Firebaugh (en)